# Дримбар
Дримбар (рум. Drâmbar) — село у повіті Алба в Румунії. Входить до складу комуни Чугуд.
Село розташоване на відстані 265 км на північний захід від Бухареста, 3 км на схід від Алба-Юлії, 77 км на південь від Клуж-Напоки.

## Населення
За даними перепису населення 2002 року у селі проживали 384 особи, усі — румуни. Усі жителі села рідною мовою назвали румунську.

## Відомі особистості
В поселенні народився:
- Ніколае Джосан (1921-1990) — румунський вчений у галузі рослинництва.